# Kommissar für Mittelmeerpolitik
Der Kommissar für Mittelmeerpolitik ist ein Kommissar der Europäischen Gemeinschaften. Er existierte von 1981 bis 1995 und seit 2024 erneut und ist für die Mittelmeerpolitik zuständig. Alle Amtsinhaber kamen aus einem ans Mittelmeer angrenzenden Staat.

## Amtsinhaber
| Kommissar       | Amtszeit  | Staat      | Nationale Partei | Europapartei / politische Richtung |
| --------------- | --------- | ---------- | ---------------- | ---------------------------------- |
| Lorenzo Natali  | 1981–1985 | Italien    | DC               | christdemokratisch                 |
| Claude Cheysson | 1985–1989 | Frankreich | PS               | SPE                                |
| Abel Matutes    | 1989–1993 | Spanien    | PP               | EVP                                |
| Manuel Marín    | 1993–1995 | Spanien    | PSOE             | SPE                                |
| Dubravka Šuica  | seit 2024 | Kroatien   | HDZ              | EVP                                |